# Fiktion (Modellprojekt)

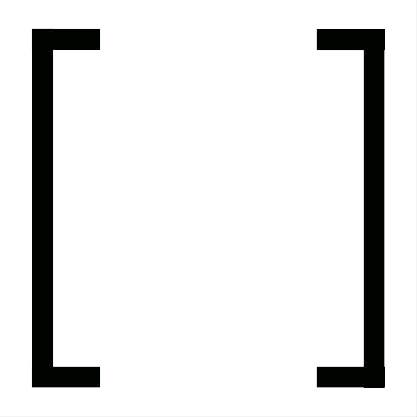
Logo von Fiktion

Fiktion ist ein Modellprojekt, das die Veränderungen untersucht, die die Digitalisierung für anspruchsvolle Literatur mit sich bringt. Fiktion wurde Anfang 2013 gegründet und trat erstmals im September 2013 an die Öffentlichkeit. Fiktion entwickelt in Kooperation mit dem Haus der Kulturen der Welt Veranstaltungsformate, erforscht die neuen Urheberrechtsfragen und kooperiert mit der Leseforschung. Das Modellprojekt wird durch die Kulturstiftung des Bundes mit 240.000 Euro gefördert.

## Verschiedene Ansätze des Projekts
Im Mittelpunkt steht die Veröffentlichung deutsch- und englischsprachiger Literatur, die keinen gängigen Marktkriterien entspricht. Die Titel stehen kostenlos zur Verfügung. Alle Titel erscheinen gleichzeitig auf Deutsch und Englisch, werden international präsentiert und beworben. Sich in der Debatte um Veränderungen des Urheberrechts aus Autorenperspektive Gehör zu verschaffen, ist ein weiteres wichtiges Anliegen des Projekts. Zusammen mit der Law Clinic Internetrecht der Humboldt-Universität zu Berlin, unter der Leitung von Katharina de la Durantaye, werden Urheberrechtsfragen untersucht. Im März 2014 wurde ein Kongress zu Literatur im digitalen Zeitalter abgehalten. Ebenso soll ein neues digitales Leseformat entwickelt werden, das speziell für das Lesen anspruchsvoller Texte ausgelegt ist und open source angeboten werden soll. Diesbezüglich wird mit dem Institut für Buchwissenschaft der Gutenberg-Universität Mainz kooperiert.

## VereinFiktion e.V.und Literarischer Beirat
Das Projekt wird von einem Verein namens Fiktion e.V. betrieben, dem die Gründer Mathias Gatza und Ingo Niermann vorstehen. Sie übernehmen die Projektleitung Programm. Die Projektleitung Kommunikation liegt in Händen von Henriette Gallus, die Projektleitung Organisation hat Julia Stoff inne. Englischsprachiger Redakteur ist Alexander Scrimgeour.
Dem Literarischen Beirat gehören deutschsprachige und internationale Autoren an. Der Beirat empfiehlt Texte und setzt sich öffentlich für sie ein. Er entstand aus intensiven Workshops 2013. Alle Mitglieder unterstützen die Programmleitung mit Textempfehlungen und Engagement auf weiteren Ebenen. Dem Literarischen Beirat gehören bisher Rajeev Balasubramanyam, Douglas Coupland, Katharina Hacker, Elfriede Jelinek, Tom McCarthy, Ben Marcus, Ou Ning, Thomas Pletzinger, Stephan Porombka, Verena Rossbacher und Sabine Scholl an.
Katharina Hacker äußerte sich in einem Vortrag im November 2013 auf dem E:PUBLISH Kongress in Berlin öffentlich über Fiktion und ihre Haltung zu den Neuentwicklungen in der Verlagsbranche:

„Die Autoren, die Fiktion unterstützen, setzen sich von dem Aufruf Wir sind die Urheber ab. Uns treibt nicht die Sorge, es könnten Inhalte im Netz kostenlos – an uns vorbei – verbreitet werden, sondern die, dass unsere Art des Schreibens und Nachdenkens marginalisiert wird, in Folge sowohl wirtschaftlich als auch kulturell derart abseitig erscheint, dass wir von unserer Arbeit nicht mehr leben können.“

Hacker führte damit eine neue Sicht auf die angstbesetzte Digitalisierung ein.

## Deklaration
Im Frühjahr 2013 hat Fiktion im Haus der Kulturen der Welt mehrere Workshops ausgerichtet, in denen Verlagsexperten mit Autoren und der Humboldt Law Clinic Internetrecht über die Veränderungen im Schreiben und Verlegen von „besonderer Konzentration erfordernder Literatur“ diskutiert haben. Daraus entstand eine Deklaration, die die Position dieser Autoren zu jenem Zeitpunkt zusammenfasst. Mit dieser Deklaration präsentierte sich Fiktion im September 2013 erstmals in der Öffentlichkeit.

## Erstes Programm
Im Herbst 2014 präsentierte Fiktion im Haus der Kulturen der Welt sein erstes Programm. Die beiden Titel, die gleichzeitig auf Deutsch und auf Englisch erschienen, sind kostenlos auf der Website des Projektes erhältlich.